# Jazzwerkstatt Peitz
Die Jazzwerkstatt Peitz war eine Veranstaltungsreihe für Jazz- und später auch für Neue Improvisationsmusik in Peitz, die Peter „Jimi“ Metag (1950–2013) und Ulli Blobel von 1973 bis 1982 durchführten. Zu den Konzerten auch mit internationalen Interpreten, die ohne  Einbindung in staatliche Institutionen stattfanden, kamen teilweise mehr als 3000 Menschen aus der gesamten DDR, um dort zeitgenössische Musik zu erleben. Seit 2011 wird die Reihe jährlich mit einem Festival fortgesetzt.

## Geschichte
Metag und Blobel veranstalteten ab 1969 einige Konzerte mit Soulmusik im Filmtheater von Peitz. Im September 1971 organisierten die beiden ein erstes Konzert mit Jazz; das Quartett von Ernst-Ludwig Petrowsky spielte im Peitzer Kinosaal. Seit Juni 1973 fanden weitere Jazzkonzerte unter dem Titel Jazzwerkstatt Peitz statt: Am 2. Juni 1973 spielten SOK, Praxis II, ein Oktett um Manfred Schulze und eine Bigband um Ulrich Gumpert. Ein halbes Jahr später wurde die Jazzwerkstatt Nr. 2 veranstaltet. 1974 fanden bereits vier Jazzkonzerte im Filmtheater Peitz statt; neben Gruppen aus der DDR wurden nun auch Ensembles aus Polen und der ČSSR eingeladen.
Neben festen Bands, etwa dem Trio von Friedhelm Schönfeld, dem Zentralquartett (damals noch als „Synopsis“), dem Duo Rudolf Dašek & Jiří Stivín, dem Globe Unity Orchestra, Ken Hyders „Talisker“, Elton Deans „Ninesense“ oder der „Galaxy Dream Band“ von Gunter Hampel, traten dort immer wieder Ad-hoc-Ensembles auf; Ideen dazu entwickelten nicht nur die beiden Veranstalter, sondern auch Ernst-Ludwig Petrowsky und Günter Baby Sommer, die beinahe so etwas wie „Kuratoren“ der Reihe wurden. Auch Manfred Schulze war wichtiger Ideengeber. Ein erstes (illegales) Bühnentreffen von Sommer und Peter Kowald, der damals keine Auftrittserlaubnis für die DDR hatte, fand als „Sommer-Winter-Duo“ im Rahmen eines Konzertes 1976 statt. Erste Konzerte in Peitz legten auch die Grundlage für die weitere Entwicklung von Gruppen wie Gumpert–Malfatti–Oxley, Leo Smith–Peter Kowald–Baby Sommer oder „Doppelmoppel“ mit Conny und Hannes Bauer, Joe Sachse und Uwe Kropinski.
Die Genehmigung der Konzerte durch die Behörden gelang zunächst reibungslos. Meist wurden mehrere Gruppen eingeladen, die nacheinander auftraten. Bald wurde das Kino von Peitz mit seinen 350 Plätzen zu klein, so dass Zusatzkonzerte am Nachmittag oder am nächsten Tag organisiert wurden oder die Veranstalter in ein größeres Kino in Cottbus auswichen.
Ab 1979, als ein erstes Open-Air-Konzert geplant wurde, war eine Zusammenarbeit mit der Staatlichen Künstleragentur der DDR nötig. Die Kooperation mit den Botschaften von Ländern wie Großbritannien oder den USA sowie der bundesdeutschen Ständigen Vertretung in Ost-Berlin führten zur Finanzierung der Anreise, teilweise auch zur Übernahme von Gagen. Zudem weitete sich der Jazzworkshop aus, jenseits der Peitzer Bühne fanden Tourneen von Wismar bis Ilmenau statt, da der Free Jazz in der DDR „populär“ war.
Am 23. Juni 1979 fand auf der Freilichtbühne von Peitz mit der Jazzwerkstatt Nr. 28 ein erstes Festival statt, von 15 bis 24 Uhr „in Ermangelung ausreichender Beleuchtung und fehlender Bühnenscheinwerfer am längsten Samstag des Jahres.“ Im Sommer 1980 erfolgte eine zweite Auflage des Festivals als Jazzwerkstatt Peitz Nr. 36; es begann noch eine Stunde früher. 1981 ging das Festival, die Jazzwerkstatt Nr. 41 sogar über drei Tage, von Freitag bis Sonntag (19. bis 21. Juni); Zusatzkonzerte fanden auch im Kino und in Cottbus statt. Wenigstens 3000 Besucher kamen. „Die Auftritte von Albert Mangelsdorff, die Gunter Hampel Galaxy Dream Band und Brötzmann–Miller–Moholo bleiben legendär.“ Zunehmend wurde die Jazzwerkstatt auch für die Blueserszene der DDR attraktiv, für die die dort gespielte Musik eher im Hintergrund stand. Das Open-Air-Konzert selbst wurde zu einem Riesen-Happening, einem „Woodstock im Spreewald“. Peitz wurde so ein „Synonym für unangepasste Lebensweise“.
Die Jazzwerkstatt Peitz galt zugleich „als Top Event von Europas Free-Jazz-Elite“. In Peitz kam es bereits, bevor DDR-Musiker ins westliche Ausland reisen durften, zu Begegnungen mit westlichen Musikern; dabei „entwickelte sich eine Kontinuität der Werkstattarbeit – sowohl für Besetzungen ausschließlich mit DDR-Musikern wie auch für internationale Workshop-Besetzungen.“ Rolf Reichelt sendete seit 1979 im Berliner Rundfunk bzw. Radio DDR II Mitschnitte von Konzerten aus Peitz. Bert Noglik nutzte die Begegnungen mit den internationalen Musikern, um dort später in einem Buch zusammengefasste Interviews zu führen. Rückblickend findet es Noglik „beachtlich, dass die von der staatlichen Kulturpolitik nur bedingt sanktionierten Veranstalteraktivitäten auf diese Weise von einem DDR-offiziellen Medium wahrgenommen und verbreitet wurden.“ Aus diesen Mitschnitten entstanden später auch Tonträger.
Ähnlich wie schon die Jazzwerkstatt Nr. 46, an der Joe McPhee ebenso wie Urs Voerkel und die Feminist Improvising Group mitwirken sollten, wurde 1982 das Open-Air-Konzert verboten; Blobel musste zudem die Tätigkeit als Tourneeveranstalter in der DDR einstellen. Das war das Aus für die Jazzwerkstatt Peitz in der DDR.

## Neubeginn 2011
Der damalige Peitzer Bürgermeister Hans-Joachim Gahler (1953–2006), mit Ulli Blobel aus der gemeinsamen Schulzeit bekannt, drängte ihn, die Tradition wieder aufleben zu lassen. Jimi Metag sagte aus gesundheitlichen Gründen ab, den Jazzworkshop Peitz mitzuorganisieren. Daraufhin musste eine geplante Konzertveranstaltung in Berlin statt in Peitz stattfinden. Die Jazzwerkstatt Nr. 48 fand erst im Mai 2011 statt; das war „eine kurzfristige Entscheidung. Das gemeinsam mit anderen Autoren entstandene Buch „Woodstock am Karpfenteich“ sollte vorgestellt werden.“ Im Mai 2011 kam es zu ihr als Konzertveranstaltung im alten Filmtheater in Peitz, das jetzt von der Feuerwehr genutzt wird; eine Art Veteranentreffen. 2012 fand eine weitere Jazzwerkstatt Peitz statt, die 49ste in der fortschreibenden Zählweise. Die Jazzwerkstatt Peitz Nr. 50 schloss sich im Juni 2013 an, einige der Konzerte wurden vom RBB mitgeschnitten. Zu diesem Jubiläum erschien eine Box mit 4-CDs mit Mitschnitten aus den Jahren 1980 bis 1982. Bei der 61. Jazzwerkstatt Peitz im August 2024, laut Peter Kemper „eine hoffnungsfrohe Mischung aus Newport, Woodstock und Moers“, übergab Ulli Blobel die Leitung der Veranstaltung an seine Tochter Marie.
2024 erwarb die Deutsche Nationalbibliothek in Leipzig das Archiv der Jazzwerkstatt.

## Film
- Peitz – Woodstock am Karpfenteich. Dokumentarfilm, Deutschland, 2018, 29:10 Min., Buch und Regie: Tim Evers, Produktion: rbb, Reihe: Entdecke Brandenburg, Erstsendung: 21. Juli 2018 bei rbb Fernsehen,  Internet-Video und Inhaltsangabe von rbb. (Memento vom 21. August 2018 im Internet Archive). U.a. mit Ulli Blobel, Matthias Creutziger (Fotograf), Thomas Krüger (BpB), Bürgermeister Jörg Krakow.